# 佛岩山
佛巖山（韓語：불암산）是一座位于韓國首爾特別市蘆原區和京畿道南楊州市之间的山峰，主峰海拔507公尺，第二高峰海拔420公尺。